# 戈麥斯普拉塔
戈麥斯普拉塔是哥倫比亞的城鎮，位於該國北部，由安蒂奧基亞省負責管轄，距離首府麥德林90公里，始建於1780年，面積360平方公里，海拔高度1,805米，2005年人口11,229。
6°41′N 75°13′W / 6.683°N 75.217°W